# Elecciones presidenciales de Maldivas de 2018
Las elecciones presidenciales de Maldivas de 2018, terceras desde la democratización, tuvieron lugar el 23 de septiembre del mencionado año. La primera ronda estuvo planificada para ser realizada en septiembre, con una segunda vuelta realizada dentro 21 días si era necesario.
Sin embargo, la idea de una segunda vuelta fue desechada luego de que solo se presentaron dos candidatos. El presidente incumbente Abdulla Yameen, del Partido Progresista de las Maldivas, se presentó para la reelección por un segundo y último mandato, en medio de denuncias de intimidación y autoritarismo durante la última parte de su gobierno. La oposición, compuesta por tres partidos políticos y disidentes dentro del partido de Yameen, se agruparon en una alianza denominada Maldives United Opposition (Oposición Unida de Maldivas o MUO) que se unificó bajo la candidatura de Ibrahim Mohamed Solih, del Partido Democrático de las Maldivas. A pesar de que la coalición opositora expresó su temor por que el gobierno recurriera al fraude electoral, Solih logró una resonante victoria, resultando electo con el 58.38% de los votos contra el 41.62% de Yameen, en una participación del 89.22% del electorado.
Inicialmente, el presidente derrotado aceptó el resultado al día siguiente y reconoció a Solih como presidente electo. Sin embargo, a los pocos días, el 10 de octubre, Yameen presentó una impugnación ante el Tribunal Supremo exigiendo la anulación de los resultados, alegando varias irregularidades. No obstante, el 21 de octubre el poder judicial emitió un fallo unánime declarando válida la elección y proclamando a Solih como presidente electo.
Con este resultado, Yameen es el cuarto presidente consecutivo de Maldivas que fracasa en obtener la reelección. A saber, el propio Yameen llegó al poder en las elecciones de noviembre de 2013, derrotando al expresidente Mohamed Nasheed, que se postulaba para un segundo mandato no consecutivo luego de su controvertida renuncia a principios de 2012, y Nasheed había ganado las elecciones de 2008, derrotando al entonces presidente Maumoon Abdul Gayoom. En las elecciones de septiembre de 2013, en las cuales Yameen y Nasheed pasaron a segunda vuelta pero fueron anuladas por el Poder Judicial, el presidente interino en funciones, Mohamed Waheed, ya había sido derrotado también al quedar en cuarto lugar.

## Sistema electoral
El Presidente de las Maldivas es electo utilizando la segunda vuelta electoral; si ningún candidato recibe una mayoría del voto en la primera ronda, una segunda ronda será realizada. En el caso de la elección de 2018, no sería efectivamente necesaria esta instancia debido a que había solo dos candidatos, desechando la idea de una segunda vuelta.

## Candidatos
El presidente incumbente Abdulla Yameen anunció que se postularía para la reelección. En febrero de 2018, el expresidente Mohamed Nasheed anunció que tenía la intención de participar en las elecciones como el candidato del Partido Democrático de las Maldivas. Sin embargo, en junio de 2018 el partido seleccionó a Ibrahim Mohamed Solih como su candidato después de que Nasheed retirara su candidatura ante las pocas posibilidades de que la Comisión Electoral lo aceptase como candidato.

## Campaña

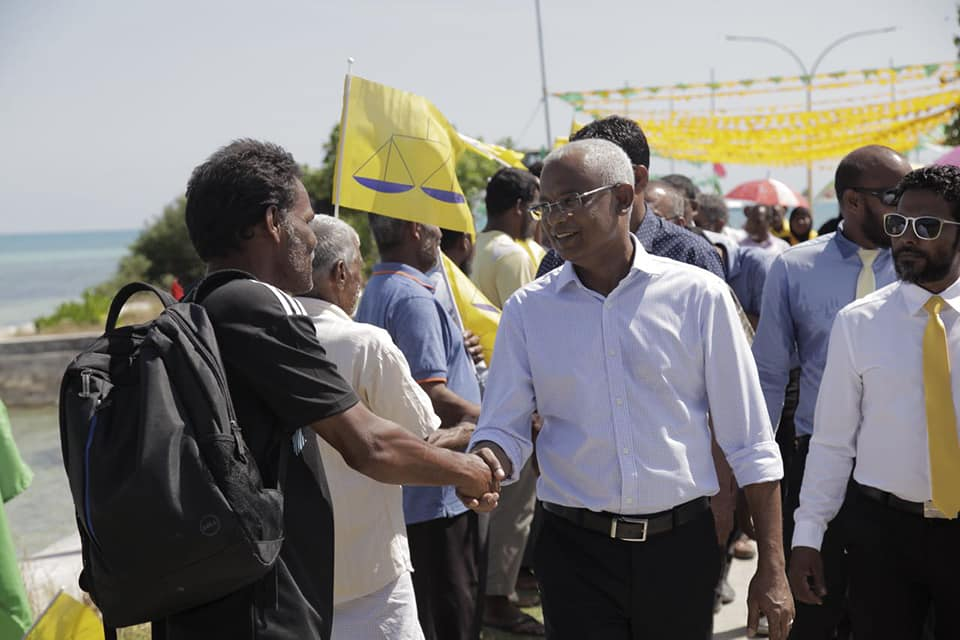
Solih haciendo campaña en Malé.

Yameen hizo campaña centrándose en el desarrollo económico bajo su gobierno y apeló al islamismo con el objetivo de "cotejar el voto religioso", acusando reiteradamente a la MUO de estar financiada por sacerdotes cristianos. En el plano de la política exterior, propuso continuar con el viraje que su gobierno había realizado en favor de las relaciones con la República Popular China, contrario a la política tradicional maldiva de tener fuertes vínculos con la India. El gobierno maldivo había firmado con China un acuerdo de libre comercio y luego recibió inversiones chinas para proyectos de infraestructura. Yameen también se burló de la alianza opositora, compuesta por partidos políticos muy diferentes entre sí, con ideologías tan contrarias como el islamismo y el socioliberalismo, y se refirió a ellos varias veces como la "Coalición Cóctel", cuestionando qué plan de gobierno conjunto podrían tener. Unos días antes de las elecciones, Yameen prometió construir viviendas para todos los ciudadanos, así como desechar las multas por infracciones de tránsito y facturas de servicios públicos. Varios cientos de prisioneros también fueron liberados días antes de la votación.
Por su parte, Solih basó su campaña en la restauración de las libertades constitucionales, parcialmente suspendidas por un estado de emergencia impuesto por Yameen a principios de ese año. Luego de oír el apodo con el que Yameen se refería a su alianza, Solih se apropió de la metáfora del "cóctel" para referirse al debate pluralista de ideas y el aporte que estas podían producir, declarando sobre un posible gobierno de la MUO: "Creo que tendrá muchos sabores y muchos colores, será como cuando un cóctel es mezclado. Cuando alguien lo bebe, se siente refrescado y lo quiere por segunda vez". En el plano de la política exterior, siguiendo el rumbo que habían tomado las Maldivas durante sus anteriores gobiernos, propuso restaurar sus estrechos vínculos históricos con la India, en contraposición a lo propuesto por Yameen.

## Resultados
|  | 58.38 % |

|  | 41.62 % |

|  | 98.66 % |

|  | 1.34 % |

|  | 100.00 % |

|  | 89.22 % |

## Reacciones
- India: El primer ministro de la India, Narendra Modi, llamó a Ibrahim Mohamed Solih y expresó sus "buenos deseos para el fortalecimiento de la democracia, la paz y la prosperidad en el país".[11] El Ministerio de Asuntos Exteriores de la India publicó una declaración felicitando a "Ibrahim Mohamed Solih por su victoria". Además, el ministerio agregó: "esta elección marca no solo el triunfo de las fuerzas democráticas en Maldivas, sino que también refleja el firme compromiso de su pueblo con los valores de la democracia y el estado de derecho. De acuerdo con nuestra política de Vecindad Primero, la India mira hacia adelante a trabajar estrechamente con Maldivas para profundizar aún más nuestra asociación".[12]
- China: El portavoz del Ministerio de Relaciones Exteriores de la República Popular China, Geng Shuang, felicitó a Solih, al tiempo que pedía "continuidad y estabilidad" en las Maldivas. Añadió que China respetaba la elección de los habitantes de Maldivas y quería fortalecer su amistad tradicional.[13]
- Pakistán: El portavoz del Ministerio de Relaciones Exteriores de Pakistán, el Dr. Mohammad Faisal, tuiteó que "Pakistán apoya plenamente el proceso democrático en Maldivas y trabajará con el nuevo gobierno para mejorar todavía más la asociación entre los dos países".[14]
- Estados Unidos: La portavoz del Departamento de Estado de los Estados Unidos, Heather Nauert, emitió una declaración diciendo que "Estados Unidos felicita a Ibrahim Mohamed Solih por su victoria en la elección presidencial del 23 de septiembre en Maldivas. Estados Unidos felicita al pueblo de Maldivas por su compromiso con el proceso democrático y el nivel excepcional de participación en una elección que ha marcado un nuevo capítulo en la historia de su país. Esperamos que todas las partes respeten la voluntad del pueblo de Maldivas y apoyen una transición pacífica del poder hasta la inauguración presidencial el 17 de noviembre".[15]

## Consecuencias

### Implicaciones geopolíticas
Maldivas es de gran importancia geoestratégica debido a su proximidad con las líneas de comunicación marítimas del Océano Índico, la base de la Armada de la India en las Islas Lakshadweep y la base de la Armada de los Estados Unidos en Diego García. La India consideraba que el gobierno de Abdulla Yameen estaba demasiado cerca de su rival regional, la República Popular China. La India estaba particularmente alarmada por los proyectos de la Iniciativa de Cinturón y Carretera en las Maldivas, y la India y los Estados Unidos consideraban que las inversiones chinas en Maldivas formaban parte de la estrategia de China conocida como "cadena de perlas" (una esfera de influencia de China alrededor del Índico). Por otro lado, uno de los elementos clave de la campaña de la MUO había sido la restauración de los lazos estrechos con la India. Según el periódico The Nikkei, la administración Modi de la India "no había escatimado gastos para apoyar a los partidos de la oposición local al asignar decenas de millones de dólares a sus agencias de inteligencia".
The Financial Times declaró el triunfo de Solih como una "victoria diplomática" para la India.  Tras la declaración y proclamación de los resultados electorales, el primer ministro de la India, Narendra Modi, llamó a Solih para felicitarlo por su elección. Solih reafirmó su compromiso con la reconstrucción de los lazos con la India y declaró a Maldivas como "el aliado más cercano de la India". La Fundación de Investigación Observer señaló que luego de los resultados de las elecciones, "China realizará un gran esfuerzo para proteger sus inversiones estratégicas y proyectos en curso en Maldivas" y que India tendrá que "utilizar otras herramientas para asegurarse de que Maldivas no cruce líneas rojas estratégicas, como permitir que China construya Instalaciones militares y de seguridad en cualquier isla".

### Fallido intento de impugnación
Tras conocerse los resultados, la reacción inmediata de Yameen fue tranquila y reconoció la victoria de Solih al día siguiente de emitirse el cómputo oficial, en un vídeo transmitido a todo el país en que declaró que respetaba plenamente el "veredicto del pueblo" instando a mantener la calma y asegurando que entregaría el cargo al término de su período. El secretario general del Partido Progresista, Abdulla Khaleel, también reconoció el resultado y felicitó a Solih. Durante las semanas posteriores a la elección, mientras se programaba la jurmanetación de Solih el 17 de noviembre, activistas dentro de la MUO, acompañados por movilizaciones pacíficas, declararon que exigirían a la policía evitar que Yameen abandonara el país luego de dejar el cargo, a fin de que pudiera ser investigado e imputado por corrupción, abuso de poder y violaciones a los derechos humanos. Durante los siguientes días, miembros del Partido Progresista señalaron actitudes erráticas de parte del presidente saliente, destacando un incidente durante una convención del partido posterior a la derrota en la que Yameen preguntó repetidas veces a los afiliados presentes qué opinaban de su mandato y en qué pensaban al momento de votar. A la semana de las elecciones, Yameen llamó a sus partidarios a protestar por el resultado, sin dar demasiados motivos al respecto.
A pesar de su reconocimiento inicial, el 10 de octubre, Yameen presentó formalmente una impugnación del resultado electoral, alegando irregularidades y fraude masivo. Las acusaciones del oficialismo señalaban el uso de papeletas manipuladas por la imprenta, tintas invisibles o unos "anillos" especiales con los que marcaban el recuadro del candidato opositor. Como prueba, el presidente solo ofreció el testimonio de lo que llamó "tres testigos anónimos". La MUO descartó rápidamente la denuncia como una simple conspiración de Yameen para mantenerse en el poder, y su principal abogado, Ali Zahir, declaró que "lo único que le falta [a la versión de Yameen] son alfombras mágicas". El Tribunal Supremo aceptó el 14 de octubre escuchar la demanda, lo que provocó que se desataran una nueva serie de protestas pacíficas de parte de la MUO, exigiendo el reconocimiento del resultado. Simultáneamente, el gobierno de los Estados Unidos emitió una advertencia contra el gobierno maldivo, declarando que tomarían "acciones serias" en contra de "cualquier elemento interno o externo que intente socavar la transferencia pacífica de poder". Fue la segunda advertencia de una posible intervención militar estadounidense en Maldivas durante el gobierno de Yameen. Ante esta situación, Solih pidió a Yameen aceptar el resultado, y que tuviera en cuenta las "graves consecuencias que el pueblo podría sufrir".
El 23 de octubre, nueve días después de aceptar el caso, el Tribunal Supremo decidió por unanimidad rechazar la impugnación de Yameen, afirmando que no existían pruebas suficientes como para constatar las denuncias de irregularidades, y que la enorme diferencia porcentual entre Solih y Yameen (16.76 puntos) daba como resultado un triunfo demasiado claro como para hacer creíble la idea de que se había cometido fraude. Asimismo, el poder judicial declaró que no haría falta una investigación al respecto, que el resultado electoral era válido y que Solih era el presidente electo. Activistas y partidarios de la MUO se reunieron en frente del edificio del Tribunal Supremo para celebrar el fallo.